# Julio César Baldivieso
Julio César Baldivieso Rico, född 2 december 1971 i Cochabamba i Bolivia, är en boliviansk tränare och före detta fotbollsspelare. Han är sedan 2020 assisterande tränare i Aurorai Cochabamba.